# Via de sinalização Hedgehog
A via de sinalização Hedgehog dá às células embrionárias informações que lhes permitem fazer o embrião desenvolver-se de maneira correta, de modo que as células desenvolvem-se diferentemente na cabeça ou na cauda, à direita ou esquerda, e em outras posições. Também formam segmentos que se desenvolvem em diferentes partes do corpo. Diferentes partes do embrião possuem diferentes concentrações das proteínas de sinalização hedgehog, o que serve como sinal para diferenciação celular. A via também desempenha um papel em adultos. Quando a via funciona mal, pode provocar doenças, como o carcinoma de células basais.
A via de sinalização hedgehog é um dos reguladores chave do desenvolvimento animal, conservado desde as moscas até aos humanos. A via toma o nome do seu ligando proteico, uma molécula de sinalização intercelular chamada Hedgehog (Hh) encontrada em moscas-da-fruta do género Drosophila. Hh é um dos produtos génicos de polaridade de segmentos em Drosophila, envolvida no estabelecimento das bases do plano corporal. A molécula permanece importantes nos estágios posteriores da embriogénese e metamorfose.
Os mamíferos possuem três homólogos de Hedgehog, dos quais Sonic hedgehog é o mais estudado. A via é igualmente importante durante o desenvolvimento embrionário em vertebrados. Em ratos knockout, em que existe falta de componentes da via, o cérebro, esqueleto, musculatura, tracto gastrointestinal e pulmões falham em desenvolver-se correctamente. Estudos recentes apontam para o papel da sinalização hedgehog na regulação das células-tronco adultas envolvidas na manutenção e regeneração dos tecidos biológicos de adultos. A via também tem sido implicada no desenvolvimentos de alguns cancros. Drogas que especificamente têm como alvo a sinalização hedgehog, para combater esta doença estão a ser activamente desenvolvidas por companhias farmacêuticas.

## Proteína
Hedgehog é uma família de proteínas sinalizadoras que atuam como mediadores locais envolvidos no desenvolvimento de vertebrados e invertebrados. Estudos realizados na Drosophila serviram de base para a descoberta da proteína. Foi verificado que uma mutação no gene que a codifica (nesse caso, apenas um) cria na larva da mosca prolongamentos pontiagudos, dando um aspecto semelhante a um ouriço (em inglês, wikt:hedgehog), o que deu origem ao nome.
Em vertebrados, existem pelo menos três genes que a codificam: sonic, desert e indian. Em sua forma ativa, a proteína se liga ao colesterol. Isso torna sua difusão mais restrita.